# Goiana
Goiana est une ville brésilienne de l'est de l'État du Pernambouc.

## Généralités
Goiana constitue le centre commercial d'un des plus riches districts agricoles qui produit du sucre, du rhum, du café, du tabac, du coton et de l'huile de ricin.
La ville, l'une des plus anciennes du Pernambouc, fut occupée par les Pays-Bas de 1636 à 1654.

## Géographie
Goiana se situe par une latitude de 07° 33′ 39″ sud et par une longitude de 35° 00′ 10″ ouest, à une altitude de 13 mètres. Elle se trouve à 100 km au nord de Recife. Elle est bâtie sur une plaine fertile située entre les rivières Tracunhaém et Capibaribe Mirim près de leur confluent où elles forment le rio Goiana.
Sa population était de 71 740 habitants au recensement de 2007. La municipalité s'étend sur 501 km2.
Elle est le principal centre urbain de la microrégion de la forêt septentrionale du Pernambouc, dans la mésorégion de la Zone de la forêt du Pernambouc. Elle fait également partie de la région métropolitaine de Recife.